# 圣斯特凡诺-洛迪贾诺
圣斯特凡诺-洛迪贾诺（義大利語：Santo Stefano Lodigiano），是意大利洛迪省的一个市镇。总面积10平方公里，人口1934人，人口密度193.4人/平方公里（2009年）。ISTAT代码为098051。